# Franz Leonhard Schadt
Franz Leonhard Schadt (* 15. Juli 1910 in München; † 3. September 2009 in Eichenau) war ein deutscher Schauspieler und Marionettenspieler in München.

## Biografie
Franz Leonhard Schadt wurde am 15. Juli 1910 in München mit seinem eineiigen Zwillingsbruder Otto Schadt geboren. Mit zwölf Jahren spielten beide selbst geschriebene Theaterstücke mit selbstgebauten Marionetten und gaben Vorstellungen für Groß und Klein. Früh war für ihn klar, dass er die Schauspielkunst erlernen wollte. Er nahm Schauspiel-, Sprech- und Gesangsunterricht und zog während des Zweiten Weltkrieges als Tournee-Leiter der sogenannten „KdF“-Marionettenbühne von Fritz Gerhards durch das Land. Nach dem Krieg setzte Schadt seine Schauspielertätigkeit an städtischen Theatern fort, bis ihn sein Weg schließlich zum Münchner Marionettentheater führte. 1954 gestaltete Franz Leonhard Schadt beim Bayerischen Fernsehen auch die ersten Kinderprogramme mit Marionetten. 1957 wurde Franz Leonhard Schadt Intendant des Münchner Marionettentheaters und leitete dieses 43 Jahre lang. Zusammen mit seiner Frau Elga Blumhoff-Schadt († 1990) schuf er ein 30 Stücke umfassendes Repertoire und 400 Marionetten.

## Münchner Marionettentheater

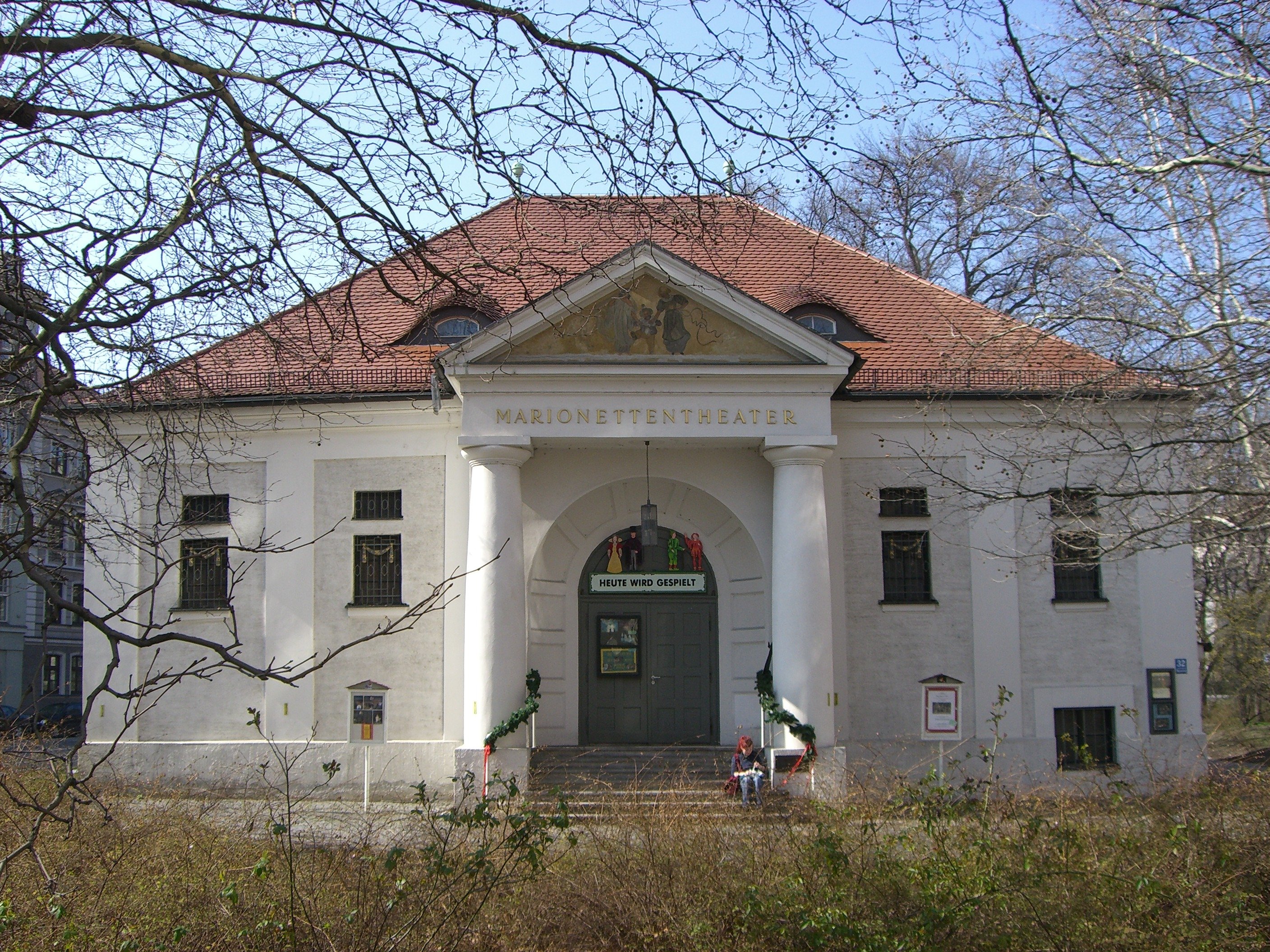
Münchner Marionettentheater

Schadt war von 1951 bis 1954 als künstlerischer Leiter am Münchner Marionettentheater tätig. Seine Frau schrieb bekannte Märchen für das Marionettentheater um und baute den Kasperl Larifari – als Freund der Kinder – ein, dem Schadt seine unvergleichlich münchnerisch klingende Stimme und den bayerischen Humor verlieh. Durch die enge Zusammenarbeit mit Carl Orff kamen von 1959 bis 1981 noch „Die Kluge“, „Der Mond“ und „Prometheus“ auf den Spielplan.
Es war damals das erste und einzige Theater, das den Prometheus in altgriechischer Sprache aufführte, was dem Münchner Marionettentheater den Namen „Kleinstes Opernhaus der Welt“ einbrachte.

## Ziele
Franz Leonhard Schadt wollte das herkömmliche Puppenspiel revolutionieren und nutzte für seine Inszenierungen die Fähigkeit der Marionette zu schweben. Für die Kinder wollte er „ein lebendiges Bilderbuch schaffen“. Immer wieder betonte er die drei wichtigsten Aspekte des Puppenspiels: erstens den Ton, zweitens die Bewegung, und drittens, der wichtigste Aspekt, die „mitschöpferische Phantasie“ des Zuschauers. Denn ohne diese ist das beste Puppenspiel wertlos. Als Botschafter der „Puppenspielkunst Münchens“ bereiste Schadt unter anderem Österreich (Wien), Holland (Rotterdam), Japan (Sapporo) und die Ukraine (Kiew).
Im Sommer 2000 übernahm, nach Benennung durch das Kulturreferat der Landeshauptstadt München, der frühere langjährige Mitarbeiter und inzwischen freiberufliche Puppenspieler, -bauer und -sprecher Siegfried Böhmke die Intendanz des Theaters und löste damit F. L. Schadt – inzwischen 90 Jahre alt – nach 43-jähriger Direktion ab. Schadt leitete somit das Theater eine so lange Zeitspanne wie noch nie einer zuvor. Aus dem früheren Schadt-Ensemble gehen auch die jetzigen Leiter der Tölzer Marionettenbühne hervor.